# Sandra Mariela Mendoza
Sandra Mariela Mendoza (Argentina; 21 de septiembre de 1972) es una abogada y política argentina del Frente de Todos. Es Senadora de la Nación Argentina por la Provincia de Tucumán desde 2021.

## Biografía
Recibida de abogada en la Universidad de San Pablo-T de Tucumán y de martillera pública en la Universidad Nacional de Formosa.
A nivel público, fue legisladora por la provincia de Tucumán durante los períodos 2015-2019 y 2019-2023, renunciando a este cargo en el mes de noviembre de 2021 para asumir como Senadora Nacional.